# Яблунівка (Деражнянська міська громада)
Яблуні́вка — село в Україні, у Деражнянській міській громаді Хмельницького району Хмельницької області. Населення становить 557 осіб.

## Історія
7 (20) листопада 1917 року, відповідно до Третього Універсалу Української Центральної Ради, увійшло до складу Української Народної Республіки.
12 червня 2020 року, відповідно до розпорядження Кабінету Міністрів України № 727-р «Про визначення адміністративних центрів та затвердження територій територіальних громад Хмельницької області», увійшло до складу Деражнянської міської громади.
19 липня 2020 року, в результаті адміністративно-територіальної реформи та ліквідації Деражнянського району, село увійшло до складу Хмельницького району.
Колишній орган місцевого самоуправління — Яблунівська сільська рада.

## Символіка
Затверджена 12 лютого 2014 р. рішенням № 5 сесії сільської ради. Автор — І. Д. Янушкевич. Герб села є промовистим.

### Герб
У золотому щиті над лазуровою хвилястою базою молоде дерево яблуні з зеленим листям, гілками і корінням, на якому висять сім червоних яблук. У зеленій главі золоте сяюче шістнадцятипроменеве сонце. Щит обрамований золотим декоративним картушем i увінчаний золотою сільською короною. Картуш знизу обрамлений зеленими березовими гілками з золотими сережками, перевитими срібною стрічкою з червоним написом «ЯБЛУНІВКА».

### Прапор
Квадратне полотнище розділене горизонтально на три смуги — зелену, жовту, синю — у співвідношенні 1:2:1. На верхній смузі жовте сяюче шістнадцятипроменеве сонце.

## Відомі люди
Андрушевич Франц Антонович  — римо-католицький священик, репресований радянською владою.